# Letnie Mistrzostwa Polski w Skokach Narciarskich 2017
Letnie Mistrzostwa Polski w Skokach Narciarskich 2017 – zawody o mistrzostwo Polski w skokach narciarskich na igelicie, rozegrane na skoczni Skalite w Szczyrku 8 października 2017.
Jedyną konkurencją, jaka została rozegrana na mistrzostwach, był konkurs indywidualny kobiet na skoczni normalnej, w którym zwycięstwo odniosła Kamila Karpiel.

## Tło
Początkowo planowano rozegranie w dniach 6–8 października na skoczni im. Adama Małysza w Wiśle zawodów mężczyzn. Zostały one jednak odwołane z powodu rozpoczęcia naśnieżania tego obiektu w ramach przygotowywania go na inaugurację Pucharu Świata. W zamian zaplanowano rozegranie na skoczni w Szczyrku zawodów o Puchar Prezesa PZN. Mieli w nich wziąć udział najlepsi polscy skoczkowie, ostatecznie jednak członkowie kadr A i B reprezentacji Polski nie pojawili się na starcie. W kategorii seniorów zwyciężył Krzysztof Leja przed Arturem Kukułą i Szczepanem Kupczakiem, a w najstarszej z kategorii juniorskich Paweł Wąsek przed Bartoszem Czyżem i Damianem Skupieniem.
Letnie mistrzostwa Polski mężczyzn nie odbyły się po raz pierwszy od 1996, od kiedy zawody te są organizowane.
Rozegranie mistrzostw Polski kobiet w Szczyrku planowano od początku i odbyły się one bez zmian w harmonogramie. Tytułu z Letnich Mistrzostw Polski w Skokach Narciarskich 2016 broniła Anna Twardosz. Zawody w kategorii kobiet w ramach zimowych mistrzostw kraju w 2017 nie odbyły się z powodu złych warunków atmosferycznych.
Zawody odbywały się po zakończeniu letniej części sezonu 2017/2018. Za faworytkę uważana była Kamila Karpiel, która trzykrotnie stawała na podium konkursów indywidualnych Letniego Pucharu Kontynentalnego kobiet 2017 i zwyciężyła w klasyfikacji generalnej tego cyklu. Najlepszym wynikiem pozostałych reprezentantek Polski w LPK było 7. miejsce Twardosz.

## Przebieg zawodów
Do zawodów zgłoszonych zostało 13 zawodniczek, z czego sklasyfikowano 11: jedna ze skoczkiń została zdyskwalifikowana, inna mimo zgłoszenia nie wzięła udziału w konkursie. Ostatnia ze sklasyfikowanych zawodniczek uzyskała za swoje skoki zerową notę punktową. Mistrzynią kraju została Kamila Karpiel, której skoki na odległość 92,5 i 95 metrów pozwoliły na uzyskanie noty łącznej 219,5 punktu. Srebrny medal zdobyła z notą 207,5 punktu Kinga Rajda, autorka najdłuższego skoku pierwszej serii – 94 m. Brązowy medal wywalczyła Magdalena Pałasz (173 punkty). Karpiel skokiem z drugiej serii jako jedyna zawodniczka osiągnęła punkt konstrukcyjny skoczni w Szczyrku. Co najmniej 80 metrów uzyskało 7 zawodniczek w 10 skokach. 

## Wyniki
| Miejsce | Zawodniczka          | Klub                     | Rok ur. | Skok 1 | Skok 2 | Punkty |
| ------- | -------------------- | ------------------------ | ------- | ------ | ------ | ------ |
| 1.      | Kamila Karpiel       | AZS Zakopane             | 2001    | 92,5 m | 95,0 m | 219,5  |
| 2.      | Kinga Rajda          | Sokół Szczyrk            | 2000    | 94,0 m | 89,0 m | 207,5  |
| 3.      | Magdalena Pałasz     | Sołtysianie Stare Bystre | 1995    | 86,0 m | 81,5 m | 173,0  |
| 4.      | Joanna Kil           | AZS Zakopane             | 2000    | 84,5 m | 79,5 m | 164,5  |
| 5.      | Anna Twardosz        | Olimpijczyk Gilowice     | 2001    | 77,0 m | 82,0 m | 152,5  |
| 6.      | Joanna Szwab         | KS Chochołów             | 1997    | 76,0 m | 80,0 m | 147,0  |
| 7.      | Paulina Cieślar      | WSS Wisła                | 2002    | 82,5 m | 72,5 m | 146,0  |
| 8.      | Katarzyna Harsche    | Sokół Zagórz             | 2001    | 68,5 m | 75,0 m | 116,0  |
| 9.      | Róża Pawlikowska     | AZS Zakopane             | 2002    | 60,0 m | 59,5 m | 60,5   |
| 10.     | Nicole Konderla      | WSS Wisła                | 2001    | 55,0 m | 58,5 m | 48,5   |
| 11.     | Natalia Kobiela      | AZS Zakopane             | 2003    | 46,0 m | 46,0 m | 0,0    |
| 12.     | Wiktoria Kiersnowska | WSS Wisła                | 2003    | DNS    | DNS    | 0,0    |
| 13.     | Nikola Pietraszko    | Klimczok Bystra          | 1999    | DSQ    | DSQ    | 0,0    |